# محمد الفارس
محمد الفارس مُغنٍ عراقي بدأ مشواره الفني في برنامج المواهب أحلى صوت.

## بداياته
بعد أن أنهى محمد الفارس دراسته المتوسطة في المدرسة، دخل معهد الدراسات الموسيقيّة حيث درس الموسيقى فقط. لكن قبل انتهاء السنوات الخمس التي تتطلّبها دراسة الموسيقى في هذا المعهد، اتّصل أحد أصدقاء محمّد به وعرض عليه أن يساعده على الانطلاق في مجال الغناء من خلال تأمين حفلات له ليحييها في الأردن وإصدار الأغاني والكليبات له، فترك المعهد وسافر إلى هناك ليستفيد من هذه الفرصة. ويقول محمد أنّه من شدّة حبّه لهذا المجال، ضحّى بأغلى ما عنده. فالدّخول إلى المعهد كان حلم حياته، خاصّةً أنّه عانى كثيرًا ليقنع أهله بالموافقة على دراسته الموسيقى. لكنّه استطاع من خلال ذلك تحقيق الشّهرة والنّجوميّة التي كان يطمح لها خاصّةً في العراق.

## مرحلة المشاركة في ذا فويس
شارك في «أحلى صوت» لقدرته على تقديمه إلى العالم العربي. يعشق الموسيقى الرومانسيّة كما يحبّ السبّاحة وسباق الخيل. مثاله الأعلى في الفنّ كاظم السّاهر. انضم محمد إلى مرحلة الصوت وبس محاولاً كسر حاجز الخوف والارتباك قبل الصعود على المسرح، وذلك بعد أن شاهد مئات المواهب التي سبقته وإنضمّت إلى فرق المدرّبين بعد أن أقنعتهم بأصواتها، وقال: «كرسي واحد قد يُغيّر حياتي».
- في مرحلة الصوت وبس غنى محمد الفارس: أكثر من أول أحبك [3]

- في مرحلة المواجهة كانت المواجهة مع عبد العزيز المعنى واختار صابر الرباعي محمد الفارس ليكمل البرنامج للمراحل المباشرة [4]

## إصداراته الفنية
- يدك بالراس بمشاركة الفنان نور الزين وحصدت الأغنية على مئات الملاين من المشاهدات عبر يوتيوب [5]
- وحدك حبيبي وتم إنتاجها فيديو كليب [6]

## أهم الأغاني
| الأغنية     | الشاعر       | الملحن       | المنتج       |
| ----------- | ------------ | ------------ | ------------ |
| حلوة ما شفت | علي الذهبي   | عامر رأفت    | تيونز أرابيا |
| اريدك تجيني | سامر عطاالله | كرار شريف    | تيونز أرابيا |
| اقل واجب    | قصي باسل     | محمود التركي | تيونز أرابيا |
| يدك بالراس  | محمد الجبوري | نور الزين    | الريماس      |
| مشتاقله     | فراس الشذر   | فراس الشذر   | الريماس      |
| بعدك معذبني | ضياء ميالي   | محمد الفارس  | محمد الفارس  |
| لتضم عليه   | علي دلي      | علي ضياء     |              |

## الجوائز
- حصل الفنان محمد الفارس على درع اليوتيوب بعد حصول قناته الرسمية على 100 الف مشترك [7]